# Lake Bronson
Lake Bronson es una ciudad ubicada en el condado de Kittson en el estado estadounidense de Minnesota. En el Censo de 2010 tenía una población de 229 habitantes y una densidad poblacional de 147,36 personas por km².

## Geografía
Lake Bronson se encuentra ubicada en las coordenadas 48°43′57″N 96°39′54″O / 48.73250, -96.66500. Según la Oficina del Censo de los Estados Unidos, Lake Bronson tiene una superficie total de 1.55 km², de la cual 1.5 km² corresponden a tierra firme y (3.17%) 0.05 km² es agua.

## Demografía
Según el censo de 2010, había 229 personas residiendo en Lake Bronson. La densidad de población era de 147,36 hab./km². De los 229 habitantes, Lake Bronson estaba compuesto por el 99.13% blancos, el 0% eran afroamericanos, el 0% eran amerindios, el 0% eran asiáticos, el 0% eran isleños del Pacífico, el 0% eran de otras razas y el 0.87% pertenecían a dos o más razas. Del total de la población el 0% eran hispanos o latinos de cualquier raza.